# العزل المجتمعي للطوائف السياسية

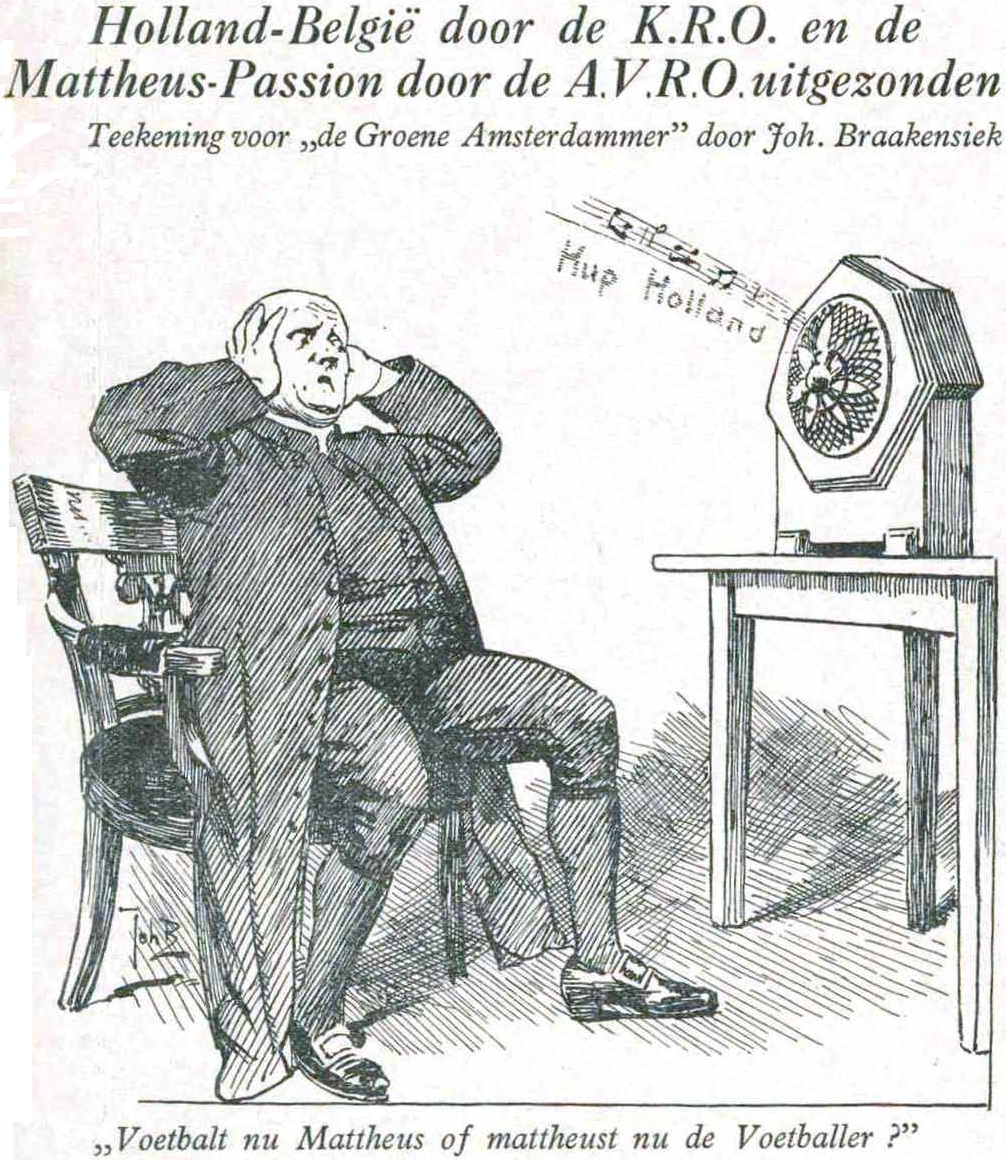

العزل المجتمعي للطوائف السياسية (بالهولندية verzuiling) هو الفصل السياسي والطائفي للمجتمع. وكانت هذه المجتمعات (ولا زالت في بعض المناطق) «عمودياً» مقسمة إلى عدة قطاعات أو «ركائز» (zuilen، المفرد: zuil) وفقاً للأديان أو العقائد المختلفة. أفضل الأمثلة المعروفة عن هذا هي الأمثلة الهولندية والبلجيكية. ولكل ركيزة أو طائفة مؤسساتها الاجتماعية الخاصة بها كالمدارس والمستشفيات والصحف والإذاعات والأحزاب السياسية والنقابات المهنية وحتى المدافن.
عرفت هولندا ثلاث أنواع من هذا الكتل وهي: الركيزة الكاثوليكية والركيزة البروتستانتية وركيزة الإشتراكيين الإجتماعيين. ويمكن تشبيه هذا النظام بما هو قائم بين الطوائف في لبنان وإيرلندا الشمالية واسكتلندا وكوريا الجنوبية.
بعد منتصف الستينيات بدأ هذا النظام بالانقراض بسبب بسبب تزايد الرخاء على مستوى الأفراد وتراجع الحاجة إلى مؤسسات الكتلة الطائفية وبسبب نمو الفكر العلماني وسط المجتمع.